# برسروئلو
برسروئلو (به اسپانیایی: Berceruelo) یک شهرستان در اسپانیا است که در استان وایادولید واقع شده‌است.